# (6460) Bassano
(6460) Bassano (1992 UK6) – planetoida z grupy pasa głównego asteroid okrążająca Słońce w ciągu 3,4 lat w średniej odległości 2,26 j.a. Odkryta 26 października 1992 roku.